# Eerste divisie (vrouwenhandbal) 1979/80
De Eerste divisie is de op een na hoogste afdeling van het Nederlandse handbal bij de vrouwen op landelijk niveau. In het seizoen 1979/1980 werden Foreholte en Loreal kampioen en promoveerden naar de Eredivisie. Attila, EMM, Heel en SVBO degradeerden naar de tweede divisie.

## Opzet
- De kampioen promoveert rechtstreeks naar de eredivisie (mits er niet al een hogere ploeg van dezelfde vereniging in de eredivisie speelt).
- De twee ploegen die als laatste eindigen, degraderen rechtstreeks naar de tweede divisie.

## Eerste divisie A

### Teams
| Ploeg           | Plaats      | Provincie     |
| --------------- | ----------- | ------------- |
| Attila          | Utrecht     | Utrecht       |
| Bornerbroek     | Bornerbroek | Overijssel    |
| ESCA            | Arnhem      | Gelderland    |
| Pl./Foreholte   | Voorhout    | Zuid-Holland  |
| HMS             | Utrecht     | Utrecht       |
| Quick '20       | Oldenzaal   | Overijssel    |
| SVBO            | Emmen       | Drenthe       |
| Swift Arnhem    | Arnhem      | Gelderland    |
| De Volewijckers | Amsterdam   | Noord-Holland |
| WWV             | Winterswijk | Gelderland    |

### Stand
| Pos | Club            | Wed | W  | G | V  | Ptn | DV  | DT  | +/− | Opmerking                         |
| --- | --------------- | --- | -- | - | -- | --- | --- | --- | --- | --------------------------------- |
| 1   | HMS             | 19  | 15 | 1 | 3  | 31  | 231 | 171 | +60 | Promotie naar de eredivisie       |
| 2   | Pl./Foreholte   | 19  | 14 | 1 | 4  | 29  | 204 | 164 | +40 |                                   |
| 3   | Bornerbroek     | 18  | 10 | 4 | 4  | 24  | 174 | 178 | -4  |                                   |
| 4   | Swift Arnhem    | 18  | 10 | 2 | 6  | 22  | 185 | 152 | +33 |                                   |
| 5   | De Volewijckers | 18  | 9  | 2 | 7  | 20  | 149 | 132 | +17 |                                   |
| 6   | Quick '20       | 18  | 8  | 0 | 10 | 16  | 157 | 178 | -21 |                                   |
| 7   | WWV             | 18  | 7  | 0 | 11 | 14  | 145 | 157 | -12 |                                   |
| 8   | ESCA            | 18  | 5  | 1 | 12 | 11  | 158 | 192 | -34 |                                   |
| 9   | Attila          | 18  | 3  | 3 | 12 | 9   | 153 | 205 | -52 | Degradeert naar de tweede divisie |
| 10  | SVBO            | 18  | 2  | 2 | 14 | 6   | 123 | 180 | -57 | Degradeert naar de tweede divisie |

- Door het gelijk aantal punten in de stand m.b.t. de promotie naar de eredivisie moesten HMS en Pl./Foreholte een extra wedstrijd spelen. HMS wint deze wedstrijd en promoveert naar de eredivisie.

## Eerste divisie B

### Teams
| Ploeg      | Plaats       | Provincie     |
| ---------- | ------------ | ------------- |
| Animo      | Rijswijk     | Zuid-Holland  |
| EBHV       | Breda        | Noord-Brabant |
| EMM        | Middelburg   | Zeeland       |
| Loreal     | Venlo        | Limburg       |
| Heel       | Heel         | Limburg       |
| HVS        | Leidschendam | Zuid-Holland  |
| PSV        | Eindhoven    | Noord-Brabant |
| Verburch   | Poeldijk     | Zuid-Holland  |
| Wings      | Den Haag     | Zuid-Holland  |
| Zonnebloem | Montfort     | Limburg       |

### Stand
| Pos | Club       | Wed | W  | G | V  | Ptn | DV  | DT  | +/− | Opmerking                         |
| --- | ---------- | --- | -- | - | -- | --- | --- | --- | --- | --------------------------------- |
| 1   | Loreal     | 18  | 14 | 2 | 2  | 30  | 211 | 150 | +61 | Promotie naar de eredivisie       |
| 2   | PSV        | 18  | 13 | 2 | 3  | 28  | 188 | 136 | +52 |                                   |
| 3   | Wings      | 18  | 12 | 1 | 5  | 25  | 207 | 163 | +4  |                                   |
| 4   | HVS        | 18  | 9  | 0 | 9  | 18  | 194 | 185 | +9  |                                   |
| 6   | Animo      | 18  | 8  | 1 | 9  | 17  | 199 | 196 | +3  |                                   |
| 5   | Zonnebloem | 18  | 7  | 3 | 8  | 17  | 139 | 147 | -8  |                                   |
| 7   | EBHV       | 18  | 7  | 2 | 9  | 16  | 202 | 219 | -17 |                                   |
| 8   | Verburch   | 18  | 6  | 3 | 9  | 15  | 174 | 195 | -21 |                                   |
| 9   | Heel       | 18  | 5  | 0 | 13 | 11  | 131 | 187 | -56 | Degradeert naar de tweede divisie |
| 10  | EMM        | 18  | 1  | 2 | 15 | 4   | 153 | 220 | -67 | Degradeert naar de tweede divisie |